# Амурская железная дорога

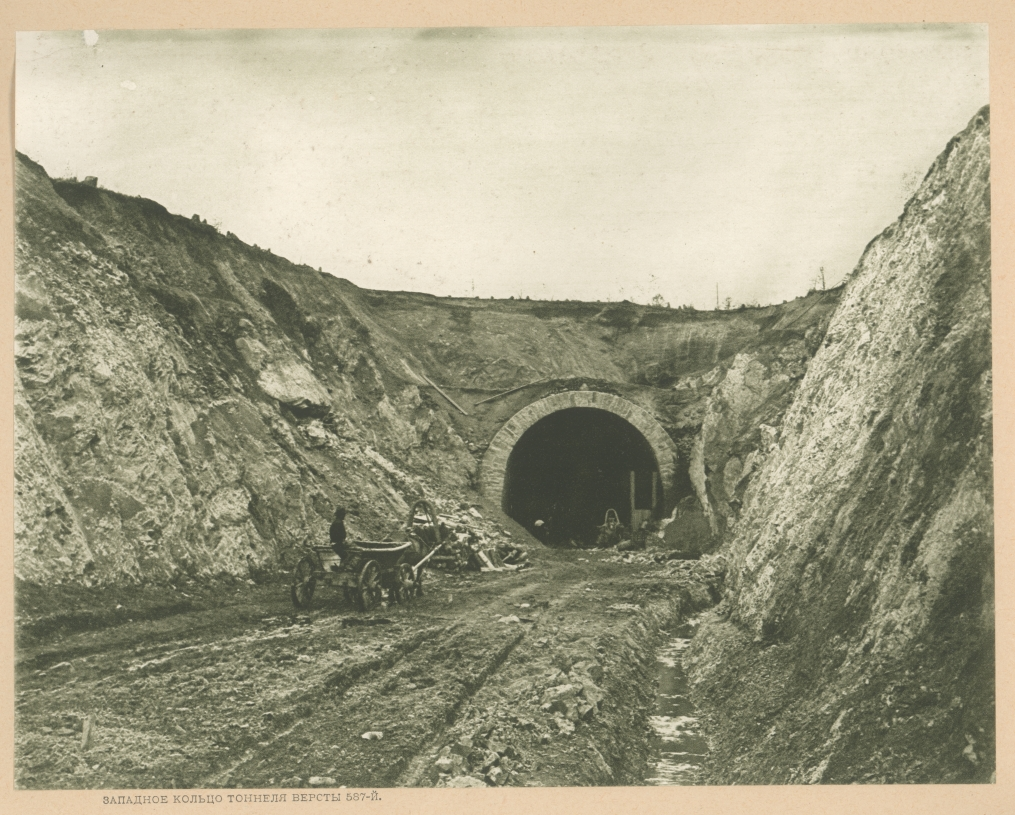
Строительство тоннеля на Амурской железной дороге

Амурская железная дорога — историческая железная дорога, конечный участок Транссибирской магистрали.
Ныне линии, принадлежавшие Амурской дороге, входят в состав Забайкальской и Дальневосточной железных дорог. Дорога была построена с 1907 по 1916 год. Проходила по территории Забайкальской и Амурской губерний Российской империи. Стоимость строительства дороги 238 миллионов рублей.

## История
Изыскательские работы на направлениях будущей дороги начали вести ещё в 1894 году экспедицией Б. У. Савримовича.
В Комитет сибирских железных дорог было представлено три варианта направления трассы к Хабаровску от слияния рек Шилки и Аргуни. Согласно южному варианту, трасса проходила берегом Амура. Среднее направление удаляло её от Амура до 107 км. Северный вариант предусматривал отклонение до 320 км.
В результате сравнения было выяснено, что наиболее выгодным является среднее направление. К этому же выводу пришла и правительственная комиссия под председательством военного инженера генерал-майора Александрова, которая в 1904 г. изучала материалы экспедиции. В докладе комиссии сказано: «Среднее направление прорезает лучшие колонизационные районы края, не приближаясь к Амуру … затопляемая паводками пойма Амура остаётся в стороне, многочисленные небольшие притоки Амура пересекаются в их вершинах, что облегчает в значительной степени построение и содержание в будущем дороги».
Согласно «Инструкции для производства изысканий и составления проекта Амурской железной дороги», утверждённой 7 сентября 1906 года, были изучены материалы экспедиции Б. У. Савримовича, и сразу же, зимой 1906—1907 годов, начались изыскания от Сретенска до Амазара под руководством Ф. Д. Дроздова и от Амазара до Хабаровска под руководством Е. Ю. Подруцкого. Ставилось условие, чтобы в целом использовался средний вариант Савримовича, но с прокладкой трассы не ближе 15 и не дальше 130 км от Амура.
В результате технико-экономического сравнения для производства работ выбрали направление: Куэнга — Ерофей Павлович — Керак — Улагачи — Суражевка — Каменка — Хабаровск. При этом станция Куэнга располагалась в 54 км западнее Сретенска, конечного пункта Забайкальской дороги.

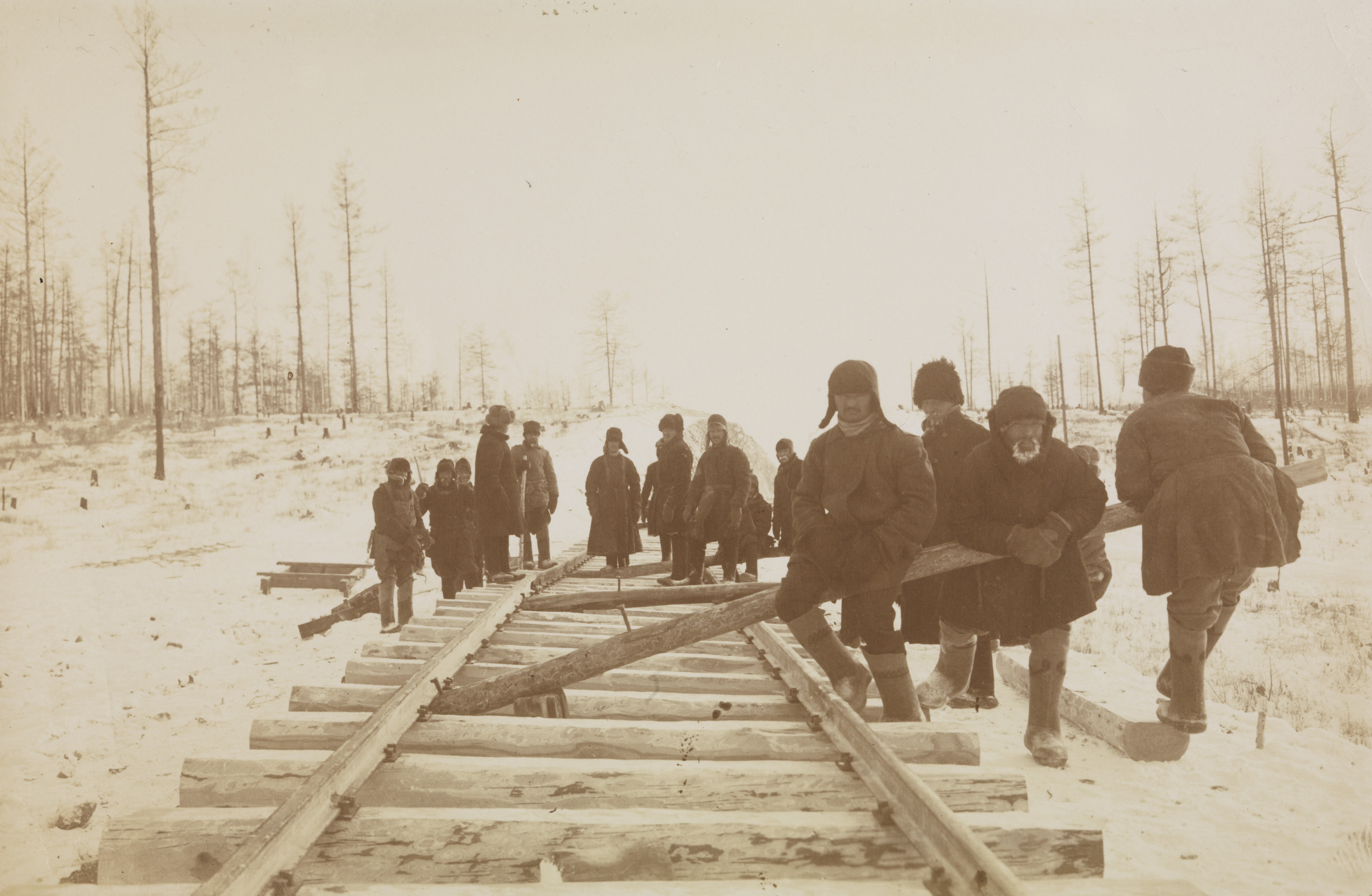
Каторжане возле Талдана

Управление дороги на этапах строительства (с 1908 по 1916) находилось в зависимости от участков:
— Западно-Амурская (в Нерчинске, Чите);
— Средне-Амурская (в Благовещенске);
— Восточно-Амурская (в Хабаровске).
Управление Амурской железной дороги — как структурной единицы в системе НКПС—МПС СССР (до 1959) находилось в городе Свободном..
Дорогу разделили на четыре участка:
- головной (Куэнга — Урюм) — построено 193 км с 1907 по 1910 год;
- западный (Урюм — Керак) — 636 км (1909 — 4 апреля 1913[5]);
- средний (Керак — река Бурея) — 675 км (1910 — 1914);
- восточный (Бурея — Хабаровск) — 494 км (1912 — 1915).

Итого: 1998 км с 1907 по 1915 год.

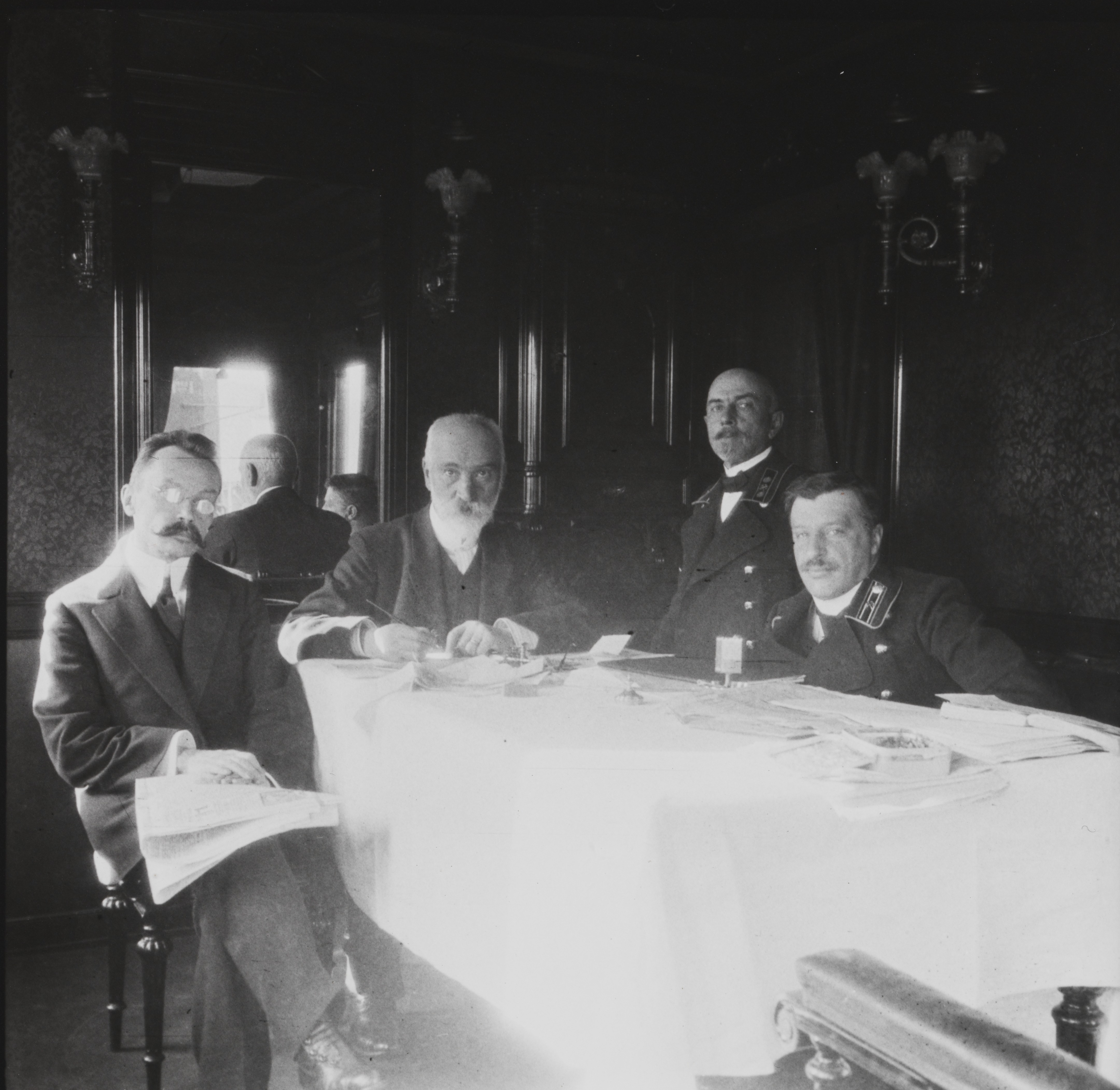
Начальник управления строительства Е. Вурцель (в центре) и начальники участков Е. Подруцкий и Б. Зеест (справа) в персональном вагоне Вурцеля во время визита Ф. Нансена, 1913.

В 1907 году, сразу после принятия решения о начале финансирования строительства, начались работы на головном участке от Куэнги до Урюма. На 1913 год начальник участка — Б. В. Зеест.
В Нерчинске базировалось управление строительством западного участка, которое возглавил Е. Ю. Подруцкий. Здесь, в первую очередь, проложили ветви от Часовенской до Таптугары и от Рейново до Рухлово (ныне Сковородино), позволившие соединить реки Шилку и Амур со строившейся магистралью для подвоза рабочих и материалов. С 1908 году на этом участке длиной 636 км работы разворачивались с нарастающей интенсивностью. В январе 1911 году закончились подготовительные операции и началась укладка пути. Строительство западного участка было завершено в 1913 году. Сложный рельеф и другие трудности привели к перерасходу около 1 млн руб. После детального ознакомления с документами, в том числе с исследованиями геологов, МПС убедилось в мотивированности большей части затрат и выделило дополнительные средства.

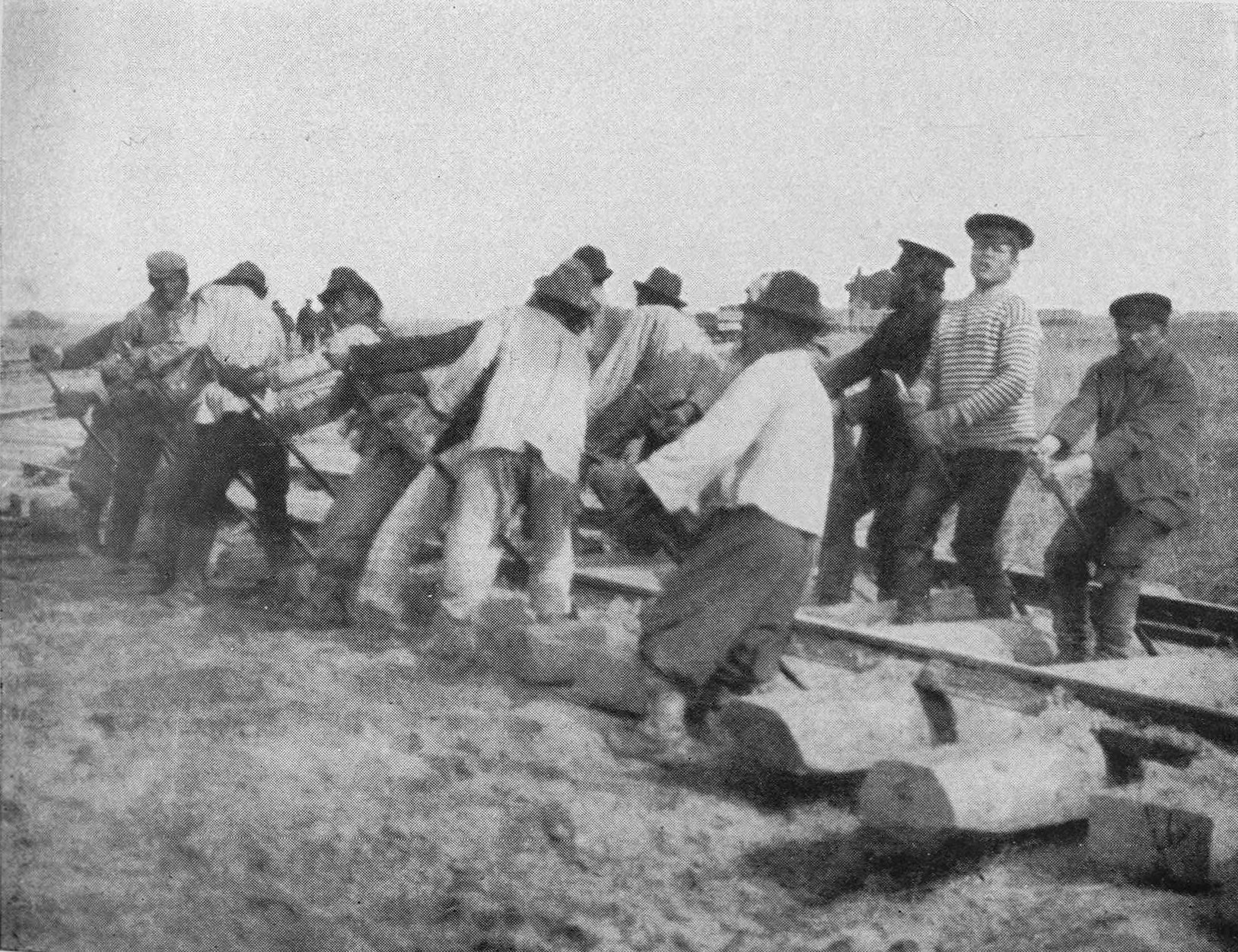
Корейские рабочие на восточном участке

Сооружением среднего участка, длиной 675 км — от ст. Керак до ст. Малиновка у реки Бурея — руководил В. В. Трегубов. Глухая тайга и обширные болота серьёзно затрудняли работы в этой части Транссиба. Здесь использовался труд осуждённых. При прохождении болот сначала сооружалась временная железная дорога на деревянной основе, представлявшей систему продольных и поперечных лежней. По ней возился грунт, который отсыпался на бревенчатые настилы. Нередко целые звенья готовой дороги исчезали бесследно в топях, и работа возобновлялась снова. В этих условиях приходилось создавать сложную сеть канав и каналов.
В планы строительства участка входило сооружение ветки на Благовещенск длиной 108 км. В 1913 году состоялись торжества по случаю открытия железнодорожного движения от Благовещенска до Петербурга, а в 1914 году вступил в строй весь средний участок Амурской дороги.

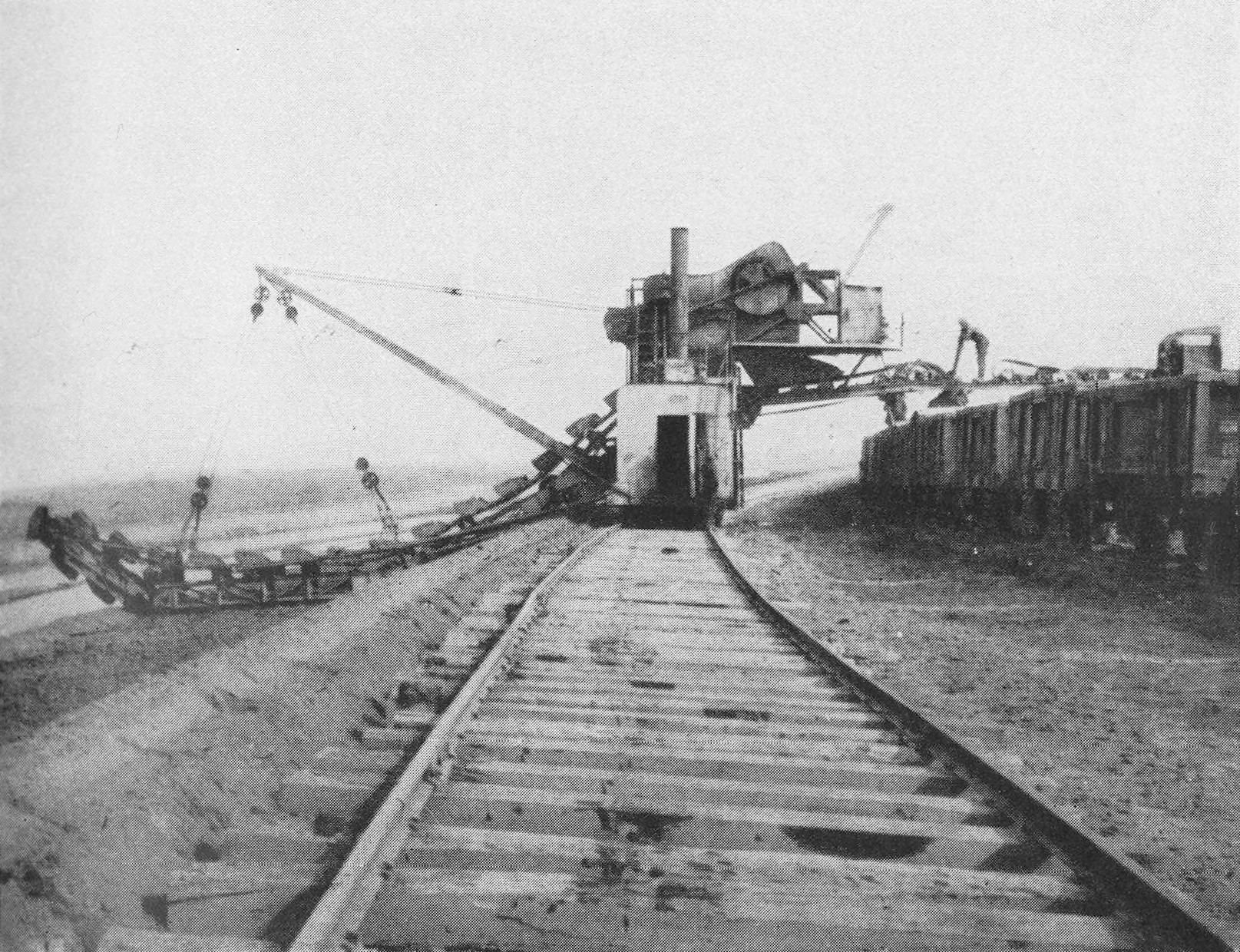
Многоковшовый паровой экскаватор на восточном участке

Последней частью дороги явился восточный участок протяжённостью 497 км — от Малиновки до Хабаровска. Сооружение линии в 1912 году начал М. С. Навроцкий, но через несколько месяцев его сменил А. В. Ливеровский, который возглавлял стройку четыре года. Восточный участок, в отличие от других, строился хозяйственным методом. На откуп предпринимателям отдали возведение моста через Амур. Ливеровскому удалось механизировать земляные работы в широких масштабах. При этом использовались три одноковшовых и семь многоковшовых экскаваторов, изготовленных на Путиловском заводе. Для возки грунта и других материалов применялись впервые грузовые автомобили. На многокилометровых неглубоких болотах оригинальным способом возводилось земляное полотно — зимой здесь укладывали рельсы по льду, а затем вдоль этого зимника отсыпали песчаный грунт. Весной, после осадки, на него настилали рельсовый путь и пускали многоковшовые экскаваторы, которые разрабатывали выемки с обеих сторон пути, укладывая пригодный глинистый грунт в тело насыпи до проектных отметок. На участке пришлось соорудить восемь тоннелей под два пути. Семь тоннелей было сооружено через отроги Малого Хинганского хребта. Производителями работ по сооружению тоннелей были А. Н. Пассек и В. Н. Писарев.
В 1910 году на строительстве дороги было занято до 20 тысяч человек, в 1913 году — 54 тыс. человек. На строительстве дороги было занято около 2,5-3 тыс. заключённых. 
17 февраля 1914 года на станции Облучье произошла торжественная стыковка западного и восточного направлений Амурской дороги. При этом вагоны через Амур перевозили летом на пароме, зимой — по льду конной тягой, так как сооружение мостового перехода ещё не закончилось.
Начавшаяся в 1914 году Первая Мировая война замедлила темпы строительства дороги, многих квалифицированных рабочих призвали в армию. Пришлось ещё в большей мере использовать труд каторжан и ссыльных.
Постройка дороги благоприятствовала развитию золотодобывающей промышленности, лесозаготовок, рыболовства и пушной торговли в Сибири и на Дальнем Востоке.
Основные участки дороги: Куэнга — Урюм (204,6 км, 1907—1911), Урюм — Керак (632,8 км, 1909—1913), Керак — Дея с ветвью на Благовещенск (679,5 км, 1911—1915), Дея — Хабаровск (481,2 км, 1915—1916). В 1916 году протяжённость дороги составляла 2115,8 км.
В сентябре 1915 года А. В. Ливеровский сдал дела Д. П. Бирюкову, так как был назначен в МПС начальником Управления строительства железных дорог.
В 1916 году управление дороги переведено из Читы в Алексеевск (ныне город Свободный).
В 1922 году дорога была передана в ведение НКПС.

Управление Амурской железной дороги в г. Свободном

1 марта 1923 года Амурская была разделена между Читинской и Уссурийской железной дорогами по ст. Ушумун, но 28 февраля 1936 года была вновь организована (Уссурийская железная дорога была разделена на Дальневосточную с центром в городе Хабаровске и Амурскую с центром в городе Свободный с границей по ст. Архара в соответствии с Постановлением СНК Союза ССР № 378 от 27.02.1936 г.).
Границы Амурской железной дороги с 1936 по 1953 гг. были от станции Ксеньевская на западе до Архары на востоке, а с 1953 по 1959 гг. в восточных своих границах Амурская дорога протянулась до станции Ин.
Согласно постановлению Совета Министров СССР от 14 мая 1953 г. №1263, Приморская дорога была объединена с Дальневосточной. 
Облученское и Тырминское отделения ДвЖД были переданы в состав Амурской железной дороги. Граница АмурЖД и ДвЖД была установлена по станции Ин.

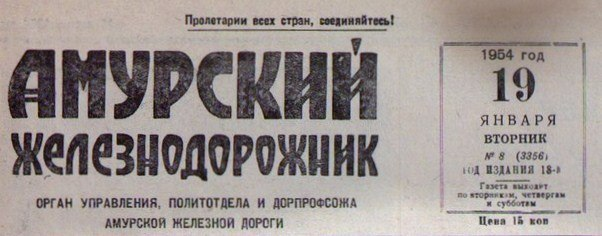
Дорожная газета

В период существования Амурской железной дороги на ней большим тиражом издавалась дорожная газета «Амурский железнодорожник» (как орган Управления, Политотдела и Дорпрофсожа Амурской ж.д.)
14 июля 1959 года Забайкальская и Амурская железные дороги объединены в единую Забайкальскую, а участок от станции Архара до станции Ин отошёл к Дальневосточной железной дороге.